# American Gothic (álbum)
American Gothic é o terceiro EP da banda The Smashing Pumpkins, lançado a 1 de Janeiro de 2008.
O EP inclui quatro faixas não editadas gravadas no final de 2007, nos estúdios Pass Studio em Los Angeles. Nos Estados Unidos foi lançado apenas em formato digital a 1 de Janeiro, como parte do disco anterior Zeitgeist, mas foi editado internacionalmente a 11 de Fevereiro e a 4 de Março no Canadá.
No Reino Unido foi editado igualmente em formato digital a 25 de Fevereiro com quatro faixas bónus ao vivo, todas elas gravadas durante a torné 2008 UK tour.
| Críticas profissionais                                                      | Críticas profissionais |
| Avaliações da crítica                                                       | Avaliações da crítica  |
| Fonte                                                                       | Avaliação              |
| --------------------------------------------------------------------------- | ---------------------- |
| Television New Zealand                                                      | (Favorável)            |
| Esta tabela precisa de ser acompanhada por texto em prosa. Consulte o guia. |                        |

## Faixas
Todas as faixas por Billy Corgan.
1. "The Rose March" - 4:32
2. "Again, Again, Again (The Crux)" - 3:44
3. "Pox" - 3:38
4. "Sunkissed" - 5:10

### Edição UK Tour
1. "Lily (My One and Only)" - 3:27
2. "That's the Way (My Love Is)" - 4:17
3. "1979" - 4:34
4. "Perfect" - 4:15

## Créditos
- Billy Corgan - Vocal, guitarra, teclados
- Jimmy Chamberlin - Bateria
- Lisa Harriton - Teclados, vocal de apoio nas faixas ao vivo
- Ginger Reyes - Baixo, vocal de apoio nas faixas ao vivo
- Jeff Schroeder - Guitarra, vocal de apoio nas faixas ao vivo